# Замена тезе
Замена тезе је логичка грешка која настаје када се не разлаже и не доказује задата теза него се врши једно, понекад суптилно, а понекад грубо прелажење, померање па се образлаже и доказује нека друга теза по нечему слична или сродна задатој теми. То је једна врста логичке манипулације јер се саговорник обмањује.